# Calochortus bruneaunis
Calochortus bruneaunis (лат.) — многолетнее травянистое растение, вид рода Калохортус (Calochortus) семейства Лилейные (Liliaceae). Произрастает в западной части США.

## Этимология
Родовое название calochortus происходит от древнегреческих слов kalos, что означает «красивый», и chortos, что означает «трава».

## Описание
Многолетнее травянистое луковичное растение с почти неразветвлённым стеблем высотой до 40 см.
Лист у основания стебля узкий, достигает 10-20 см в длину и увядает при цветении. Соцветие несёт от 1 до 4 прямостоячих колокольчатых цветков. Заострённые чашелистики и более крупные округлые лепестки имеют белый или сиреневый оттенок. Чашелистики отмечены красноватым или зеленоватым пятном или полосой по направлению к их основанию, а лепестки имеют зеленоватую полосу на внешней поверхности и жёлтое, фиолетовое и красное основание на внутренней поверхности. Плод — узкая угловатая коробочка длиной до 7 см. Содержит несколько плоских жялтых семян. Цветёт с поздней осени до лета.

Calochortus bruneaunis
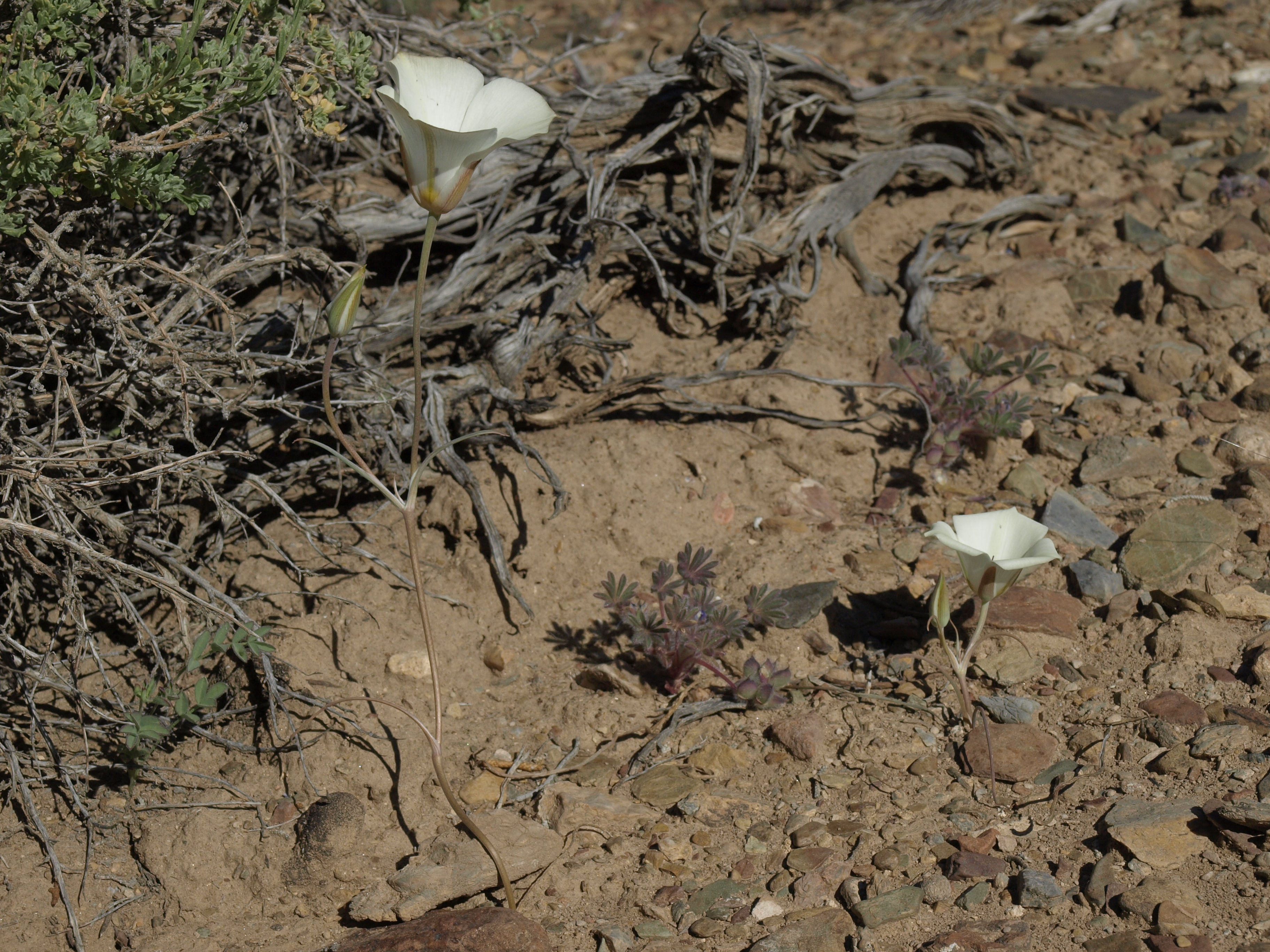
В природе
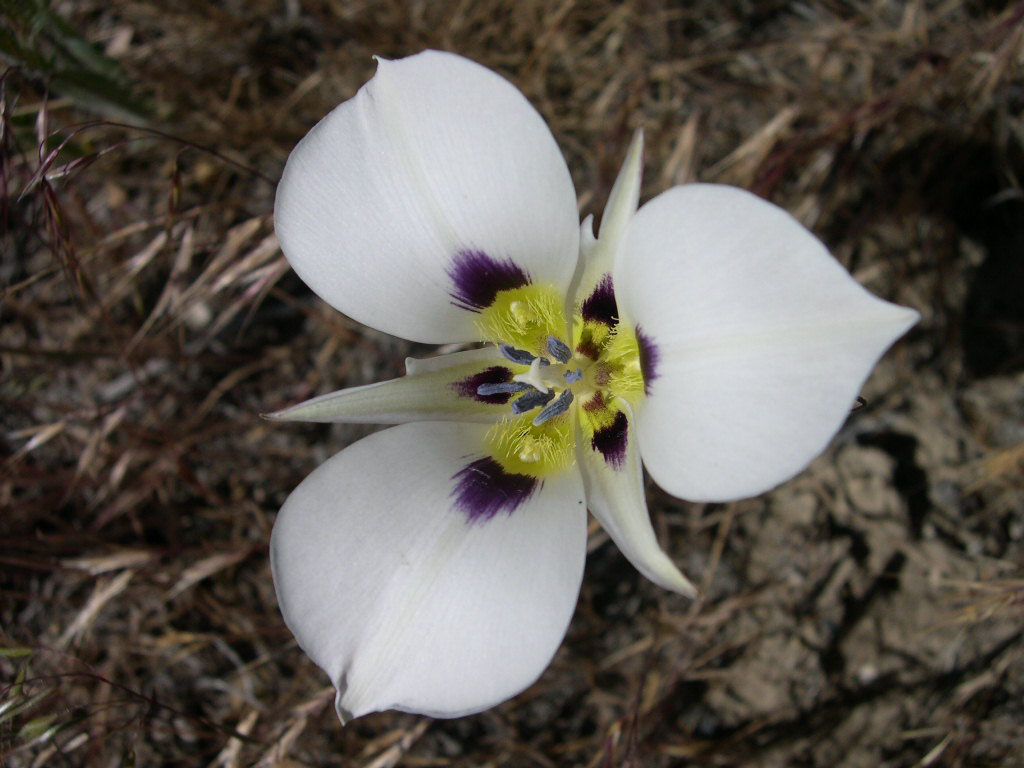
Цветок
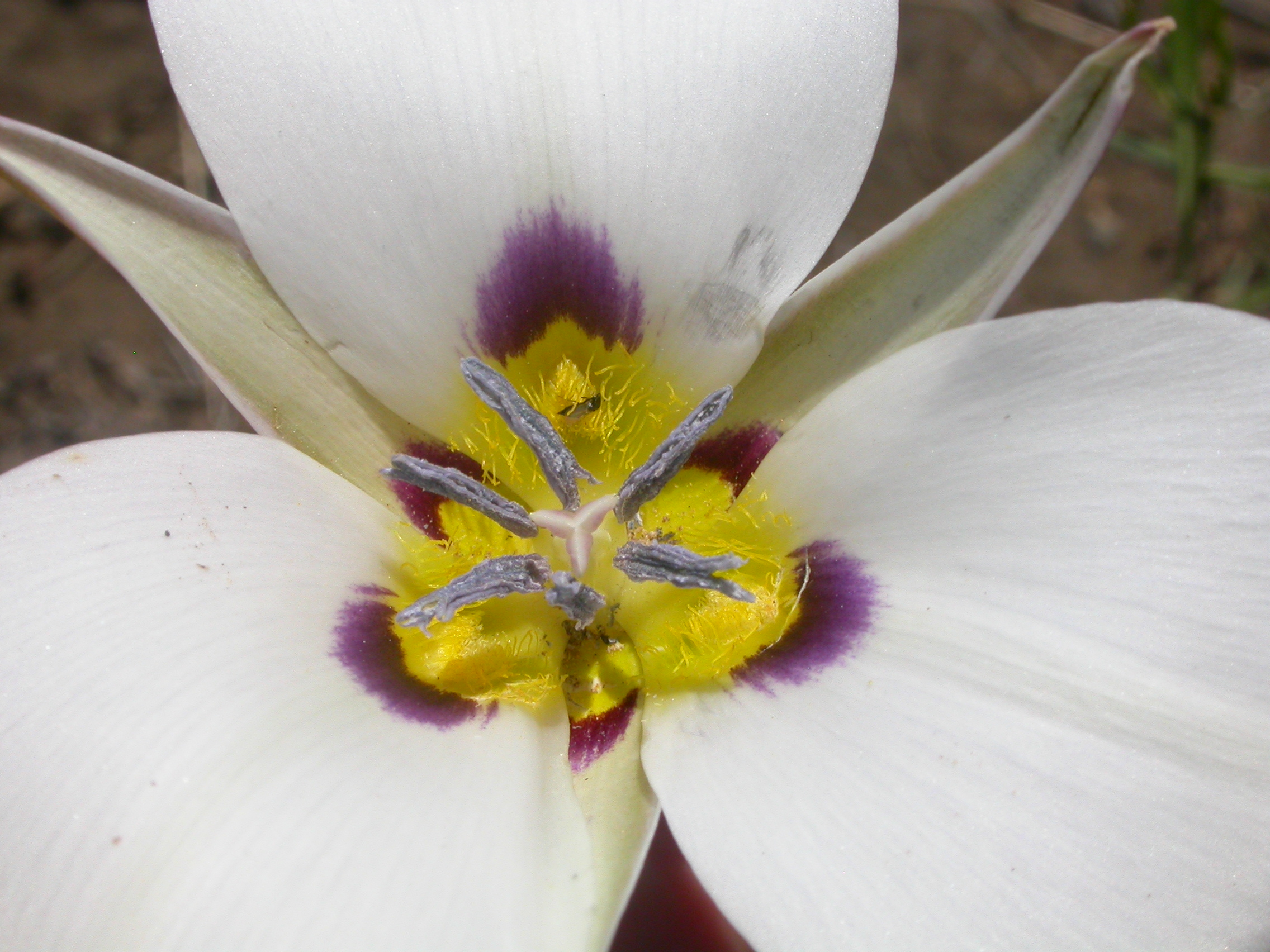
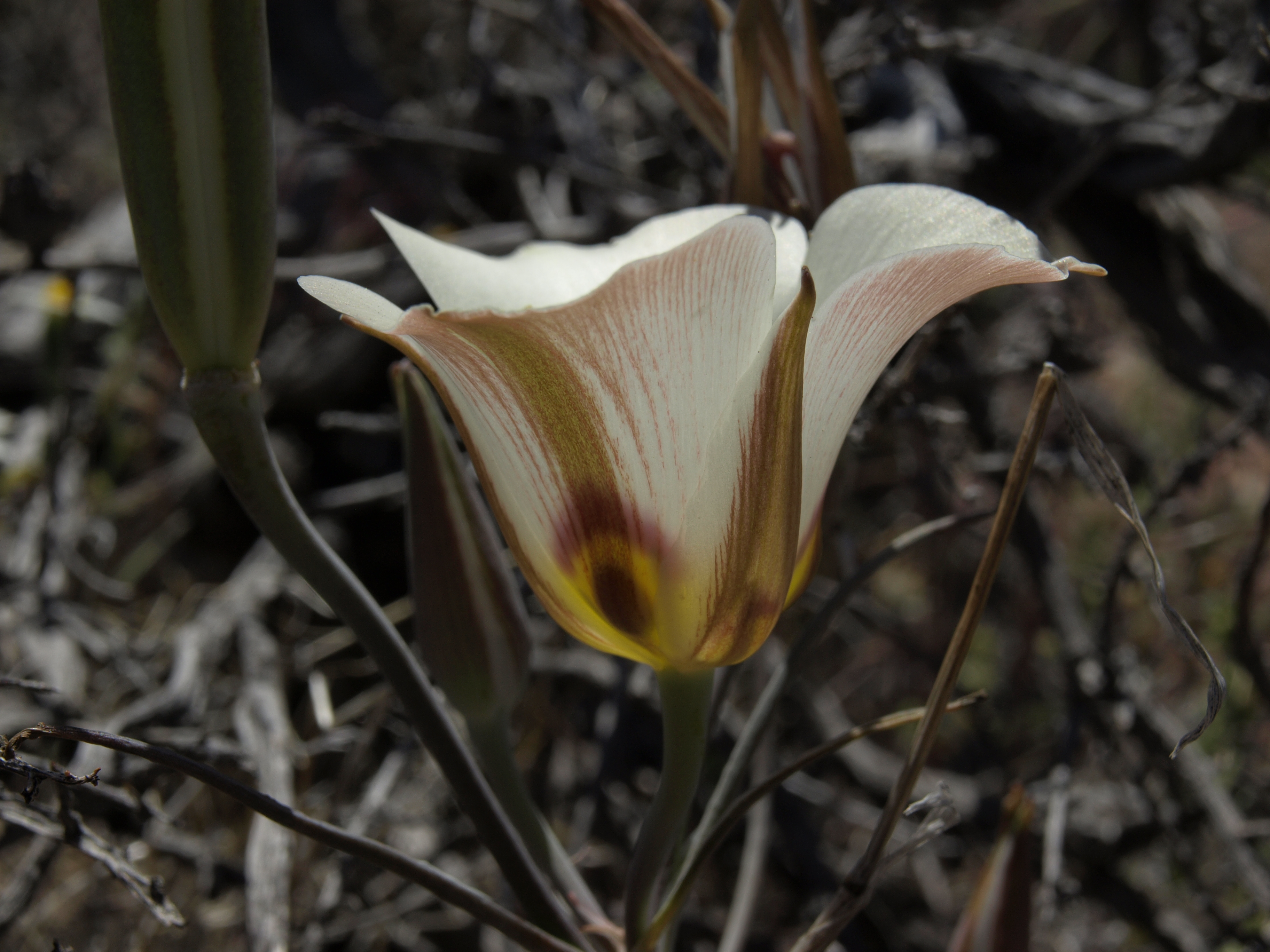
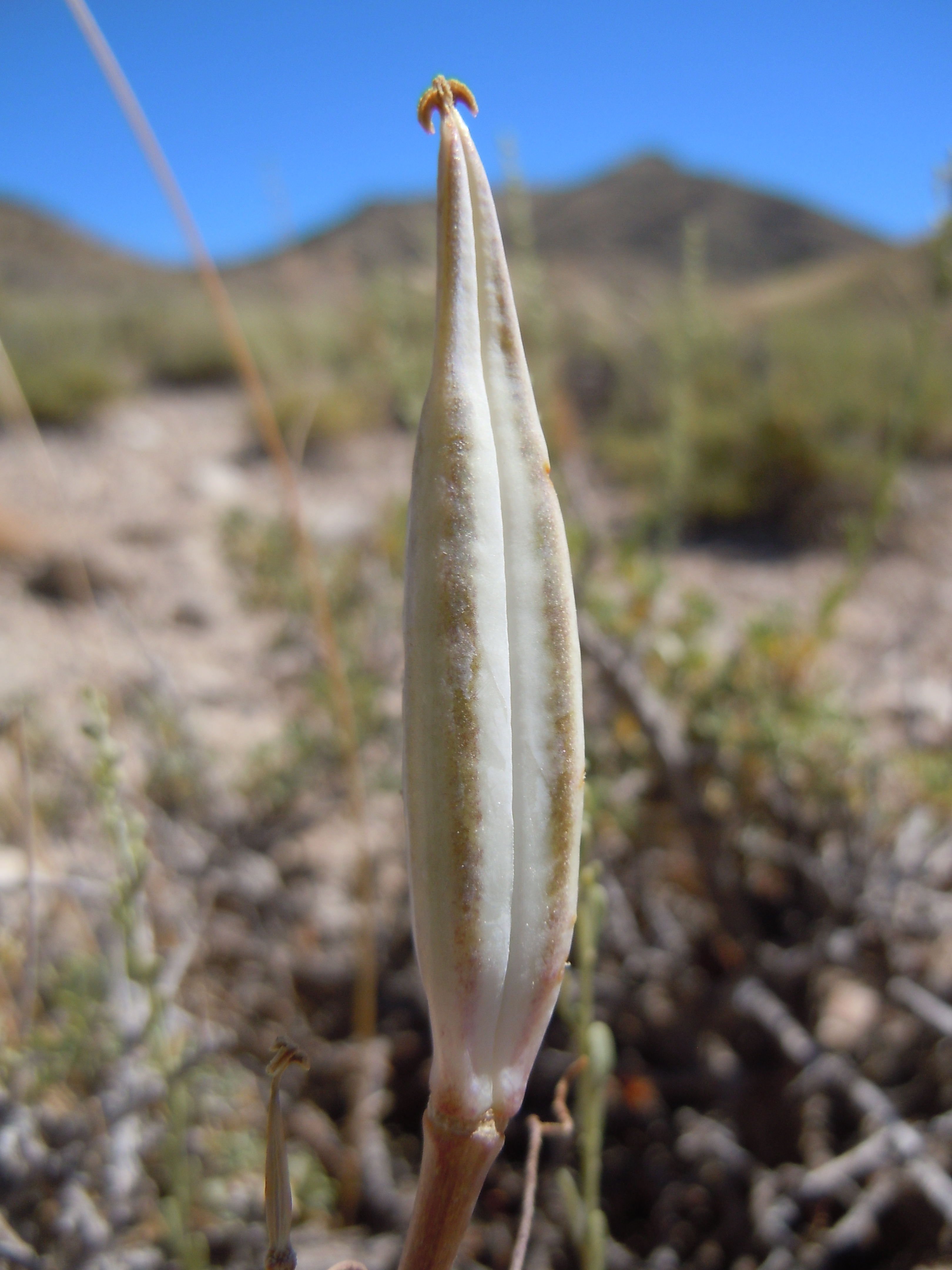
Завязь

## Ареал и местообитание
Вид произрастает на западе Северной Америки в Большом Бассейне и прилегающих регионов на западе США в Калифорнии, Айдахо, Монтане, Неваде, Орегоне и Юте. Обычно встречается в сухих, полынных степях.